# Borsosberény
Borsosberény – wieś i gmina w północnej części Węgier, w pobliżu miasta Rétság. Miejscowość leży na obszarze Średniogórza Północnowęgierskiego, w pobliżu granicy ze Słowacją. Administracyjnie należy do powiatu Rétság, wchodzącego w skład komitatu Nógrád.
Gmina Borsosberény zajmuje obszar 20,26 km²; w 2009 roku liczyła 1034 mieszkańców.